# Uncompahgre Plateau
Uncompahgre Plateau je náhorní plošina na západě Colorada, ve Spojených státech amerických. Leží jihozápadně od řeky Gunnison a severozápadně od pohoří San Juan Mountains, v Montrose County, Ouray County, Mesa County a Gunnison County.
Střední výška plošiny je okolo 2 600 metrů, rozlohu má okolo 6 000 km². Rovinatá plošina je přerušena řadou kaňonů a roklí. Místní lesní porosty tvoří především jalovce, topoly, borovice jedlé a borovice těžké.
Oblast je součástí národního lesa Uncompahgre National Forest.
Plošina je pojmenovaná podle řeky Uncompahgre. Název je z indiánského jazyka Uteů a značí horké prameny. Uncompahgre Plateau je součástí Koloradské plošiny.